# Allentown (New Jersey)
Pour les articles homonymes, voir Allentown.
Allentown est une municipalité américaine située dans le comté de Monmouth au New Jersey.
Lors du recensement de 2010, sa population est de 1 828 habitants. La municipalité s'étend sur 0,63 mille carré (1,63 km2), dont 0,03 mille carré (0,08 km2) d'étendues d'eau.
La ville devient un borough indépendant du township de Upper Freehold en 1889, après référendum. Elle doit son nom à Nathan Allen, beau-fils de l'un de ses fondateurs Robert Burnet, ou au juge de Pennsylvanie William Allen.